# Nidau
Nidau je obec (malé město) v okrese Biel/Bienne v kantonu Bern ve Švýcarsku. Žije zde přibližně 6 800 obyvatel. Historicky bylo sídlem hofmistrovství Nidau, později okresu Nidau a dnes okresu Biel/Bienne.

## Geografie
Městečko leží přímo na hranici města Biel/Bienne a rozrůstá se spolu s ním. Nidau je de facto ostrovem, leží totiž mezi kanálem Nidau-Büren, řekou Zihl a hraničí s Bielským jezerem, přičemž oba vodní toky se dále po proudu vzájemně slévají.

## Historie

Nidau, vyobrazení z roku 1780

V roce 1196 se hrad a název místa poprvé uvádí jako in castro meo Nidowe „na mém hradě Nidau“. Místní jméno je složeno ze starohornoněmeckého nida „pod (polovinou)“ a ouwa či auwia „země u vody, bažinatý terén, (polo)ostrov“ a znamená tedy „záplavová oblast pod ním“.
První dřevěný hrad byl postaven mezi rameny řeky Zihl kolem roku 1140 a druhý kolem roku 1180, který byl pak na počátku 13. století nahrazen mohutnou kamennou stavbou (dnes spodní část hradní věže). Kolem něj vzniklo předhradí, případně hradní městečko (severní část města), které bylo před rokem 1338 rozšířeno a opevněno. Město a hrad obklopoval Velký Zihl a jeho přirozená i umělá ramena. Dvě branské věže byly zbořeny v letech 1829 a 1866. K městské infrastruktuře patřila radnice (dnešní budova z roku 1759), trhový, kupecký nebo sýpkový dům (připomínán od roku 1411, novostavby v roce 1507 a kolem roku 1640, kolem let 1834-1863 využíván jako škola), špitál (připomínán v roce 1430, zrušen v roce 1840) a lazaret (připomínán od roku 1474, nacházel se na území obce Port, využíván do roku 1773). Dlouho byl zastavěn pouze pás podél hlavní ulice a školní ulice v prostoru uvnitř hradeb, na západě byla většina zástavby zastavěna až koncem 19. století, i když obě severní příčné ulice byly rudimentárně zastavěny již ve středověkém půdorysu.

Letecký pohled (1925)

Z doby hrabat se nedochovala žádná městská práva a ta, která udělil Bern v roce 1425, se dochovala pouze ve verzi z roku 1548. Nejstarší městská pečeť pochází z roku 1363. Městské radě předsedal hraběcí úředník (Schultheiss, zmiňovaný v roce 1363); za Bernu fojt předsedal městskému soudu, dvanáctičlenné Malé radě i Velké radě, která se za starého režimu skládala z malých radních a deseti měšťanů. Nejvyššími městskými úřady byli venner, zástupce fojta, a starosta, který zároveň vykonával funkci pokladníka. Městský úředník byl obvykle také úředníkem bailightu. Politika hraběte z Nidau vedla k obsazení města oddíly pod vedením Enguerranda de Coucy (1375, 1388), vojsky basilejského biskupa (1387) a k obléhání Bernem a Solothurnem (1388). Požáry města způsobily velké škody v letech 1388, 1413, 1513 a 1743.
Strategická poloha na tranzitních trasách Bern – Jura – Basilej a Ženeva – Bodamské jezero a role přestupního bodu z námořní plavby na říční pomohly Nidau získat mimořádnou váhu v bernském městském státě, pro který také dlouho sloužilo jako bašta proti basilejským knížatům, kteří expandovali do Seelandu. Projekty ze 17. a 18. století na rozšíření města a hradu ve velkou pevnost však nebyly realizovány.

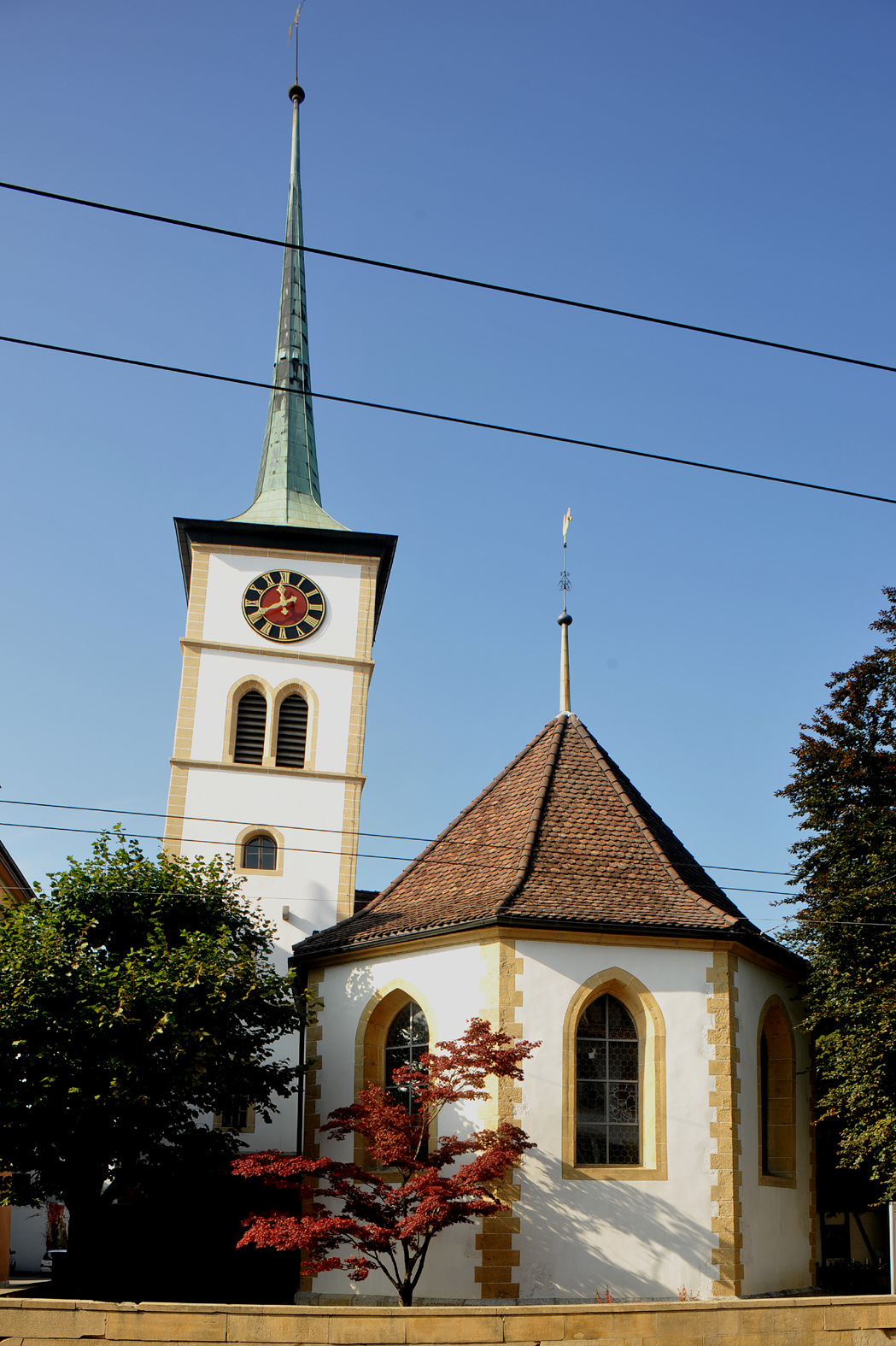
Evangelický kostel v Nidau

V tržním městě Nidau (týdenní trh, obilný trh, dva až tři výroční trhy) s městskou celnicí, povoznictvím, lodní dopravou a pohostinstvím měla řemesla s výjimkou koželužny pouze místní význam. Ta byla sdružena v jediném cechu „Gesellschaft“, založeném krátce před rokem 1485, a přibližně od roku 1500 měla svůj cechovní dům. Základem jejich obživy byl rybolov, vinařství (na pozemcích z Tüscherz-Alfermée) a zemědělství a zahradnictví (Burgerbeunden). V roce 1436 získalo Nidau letní pastviny Landerswilberg (obec Péry-La Heutte).
V 18. a 19. století bylo Nidau stále častěji zaplavováno. První korekce toku Zihlu (1868–1891) odvodnila okolí města a rozšířila pobřežní pásmo jezera; přítoky řeky Zihl byly zasypány. Kanál Nidau-Büren, vybudovaný v letech 1868–1875, nahradil Zihl jako vodní cestu. Poté, co napojení Bielu na železnici (1857) a jeho nový přístav ukončily roli Nidau jako překladiště, se městečko výrazně orientovalo na průmyslové město Biel a jeho nabídku pracovních míst. Koněspřežnou tramvaj Nidau-Biel-Bözingen, která byla otevřena v roce 1877, nahradil v roce 1940 trolejbus. Nižší ceny pozemků v Nidau brzy vyvolaly čilý stavební ruch v nových čtvrtích Weyermatten (1895–1907) a Hofmatten (železničářská kolonie, 1911–1929). V roce 1916 přinesla napojení na železniční síť trať Nidau – Täuffelen – Ins, která byla v roce 1926 prodloužena do Bielu. Masivní přistěhovalectví po roce 1945 vedlo ke stavebnímu boomu, v jehož průběhu vznikly nové čtvrti Aalmatten (od roku 1950), Weidteile a Burgerbeunden (cca 1960–1990). V současnosti vnější čtvrti Nidau plynule splývají s čtvrtěmi města Biel.
Od roku 1910 se několik obcí v bielské aglomeraci spojilo s městem Biel. V roce 1920 se chtěla spojit také města Biel a Nidau, mimo jiné kvůli prolínajícímu se rozvoji osídlení a rostoucím hospodářským vazbám, a v samostatných referendech se většinově rozhodla pro sloučení. Velká rada (parlament) kantonu Bern se však postavila proti tomuto plánu a sloučení těchto měst neschválila. Tehdejší převážně konzervativní vláda kantonu si nepřála, aby se hlavní město okresu Nidau sloučilo s levicovým městem Biel. Odvolání k Spolkovému nejvyššímu soudu proti této demonstraci moci tento verdikt nezměnilo.

## Obyvatelstvo
| Rok            | 1764 | 1850 | 1900 | 1950 | 1970 | 2000 |
| Počet obyvatel | 350  | 614  | 1578 | 2800 | 7964 | 6798 |

Nidau leží v blízkosti jazykové hranice. Dle městských statistik mluví asi ¾ obyvatel německy a asi ¼ francouzsky. Stejně jako v mnoha jiných městech, i v Nidau žije mnoho lidí z jiných regionů Švýcarska i ze zahraničí. Úředním jazykem je němčina.

## Doprava

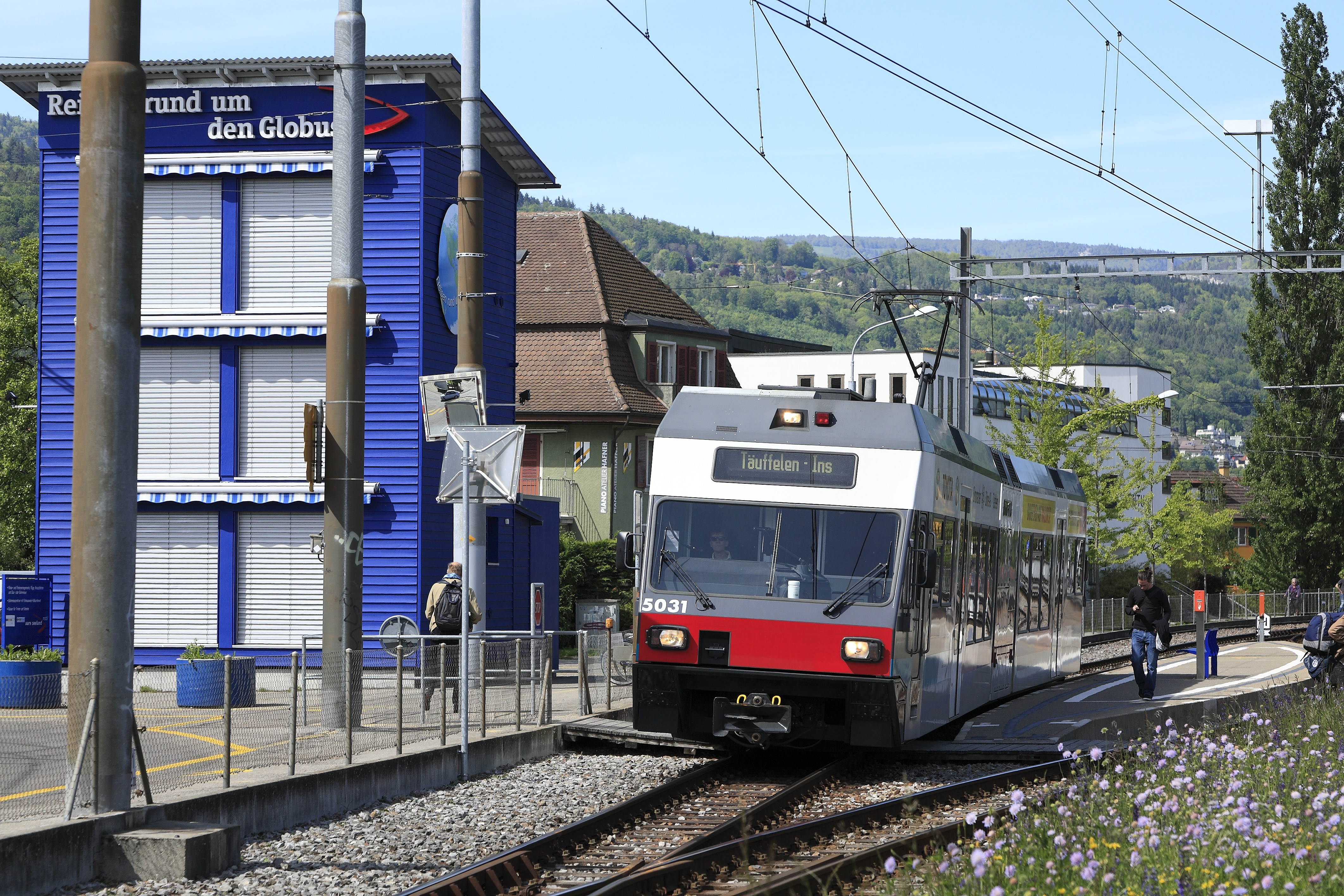
Vlak BTI ve stanici Nidau

Přestože je Nidau napojeno na vnitrostátní dálniční síť prostřednictvím dálnice T5, která má vždy jeden jízdní pruh a vede k dálnici A5, město velmi trpí dopravními zácpami na hlavní silnici. Po vybudování obchvatu města Biel, který se plánuje a částečně je již v provozu, a Porttunelu, který je ve fázi plánování, by tranzitní doprava již neprocházela centrem města a Nidau by bylo odlehčeno od většiny dopravy.
Město je obsluhováno linkami MHD Biel (tři autobusové a jedna trolejbusová linka) a také autobusovými linkami Postauto. Plavební společnost Bielersee-Schifffahrts-Gesellschaft provozuje lodní linku Biel – Nidau – Solothurn.
Železniční spojení zajišťuje úzkorozchodná železniční trať Biel-Täuffelen-Ins-Bahn (BTI) se zastávkou v centru města.